# Керівники Донеччини
Керівники Донеччини

## Чорна Куманія
- Искал - перший хан з роду тертер-оба який очолив донецьку конфедерацію орд.
- Ясінь - хан з роду кай правил до 1082 року.
- Шарукан - хан з роду ольберлю засновник династії Шаруконодів, правил з 1082 по 1107 імовірно.
- Сирчан - хан з роду ольберлю, правил з 1107 по 1125.
- Атрак - хан з роду ольберлю, правил з 1125 по ?.

- Кончак 1170- 1203 хан донських і придніпровських половців.
- ?-1223 Юрій_Кончакович

## Мала Ногайська Орда
- Мансур-бий, син Едігей-бія, Ногайський бий і 1 бий Мансуровой Орди: 1419-1427
- Дін Суфі-бий, син Мансур-бія, бий: 1427-1440
- Тимур-бий, син Мансур-бія, бий: 1440-1486
- Джан Кувват-бий, син Дін Суфі-бія, бий: 1486-1490
- Хаджі Ахмад-бий, син Дін Суфі-бія, бий: 1490-1505
- Таваккул-бий, син Тимур-бія, бий: 1505-1532
- Баки-бий, син Хасан-мірзи, онук Тимур-бія, бий: 1532-1535, 1540-1542
- Ходжа Ахмад-бий, син Хасан-мірзи, бий: 1535-1540
- Дівей-бий, син Хасан-мірзи, бий: 1542-1573
- Есень (Хасан), син Дівей-бія, бий: 1573-1588
- Арсланай-бій (Араслан Дівей), син Дівей-бія, бий: 1588-1595
- Мухаммед-бий, син Арсланай-бія, бий: 1595-1615
- Сулюм Мухаммад-бий, син Арсланай-бія, бий: 1615-1635
- Арслан-Шах, син Есенея, бий: 1635-1650

## Кальміуська паланка
- Василь Кишенський(1743–1745),
- Андрій Чорний(1746),
- Марко Ус(1747),
- Григорій Якимів(1748),
- Чуб (1753),
- Андрій Порохня(1753–1754),
- Петро Ногай(1755),
- Григорій Гаркуша (1756),
- Василь Магро(1756),
- Павло Ногай(1756–1757),
- Андрій Вербицький (1758-1761),
- Кузьма Чорний(1762),
- Лаврин Череда(1763),
- Степан Чуб(1764),
- Лаврін Глоба (1765),
- Іван Засуха (1767),
- Іван Череда (1768),
- Сидір Чалий(1769),
- Олекса Сокур(1770),
- Петро Велігура(1772–1774).

## Російська Імперія

### Бахмутський повіт
- Рутченко Микола Володимирович - голова Бахмутськой повітової земської Управи.[1]

- Карпов Костянтин Іванович - повітовий проводир дворянства[2], голова Бахмутськой повітової земської Управи.[3]

### Маріупольський повіт
- Гозадінов Олександр Гнатович - голова Маріупольської повітової земської Управи.[4]

## Юзівське генерал-губернаторство
- Бауфал Владислав Францевич - 1906 -1907

## Донеччина періоду Української революції 1917-1921 р.р.

### УНР
- Малашко Михайло Васильович — вересень 1917 — січень  1918 комісар Донбасу від УЦР.
- Сікевич Володимир Васильович — комендант Половецької землі (Донецького району) квітня 1918.
- Желінський Георгій Іванович — повітовий староста травень-листопад 1918.
- Хараджаев Давид Олександрович — повітовий староста травень-листопад 1918.

### УРСР

#### Донецький повіт
- Харечко Тарас Іванович — голова першої Донецької губернії, з 17 грудня 1917 до травня 1918 року.
- Васильченко Семен Пилипович — голова ЦВРКД з 17 січня&nbsp до 5 лютого 1919.
- Смоляков Лазар Абрамович — голова Донецького губвиконкому з 5 лютого до 18 березня 1919.
- Сергєєв Федір Андрійович — голова Донецького губвиконкому з 18 березня 1919.

#### Бахмутський повіт
- Казимирчук Петро Григорович - кінець січня - квітень 1918
- Махонін - листопад 1918 - січень 1919.
- Бондаренко-Бурдун Олександр Іонович — січень - травень 1919.
- Нагорний Іван Євстахійович — грудень 1919.

## Донецька губернія
- українець Васильченко Семен Пилипович як голова ЦВРКД з 17 січня

- росіянин Федоров Григорій Федорович
- росіянин Антонов-Саратовський Володимир Павлович
- росіянин Лутовінов Юрій Хрисанфович
- росіянин  Сергєєв Федір Андрійович
- єврей Дробніс Яків Наумович
- єврей Рухимович Мойсей Львович
- росіянин Чернов Михайло Олександрович

### Артемівський округ
- Власов П. Д. — 1923 — 1924
- Лісовик Олександр Григорович — 1925 — 1927
- Плис Іван Іванович — 1928
- Гаркуша С. Т. — 1929

### Сталінський округ
- Шкадінов Микола Іванович — 1923 — 1927
- Бойко Петро Дмитрович — 1928 — 1930

### Маріупольський окург
- Поляков К. З. - 1923
- Чудненко Микола Григорович — 1924 — 1925
- Богуцький Володимир Никифорович — 1925 — 1927
- Валявка Василь Антонович — 1927
- Гаврилов Іван Андрійович — 8.1927 — 1928
- Кудрін Іван Михайлович — 1928 — 1930

## Сталінська область
- росіянин Налімов Михайло Миколайович — 29 липня — вересень 1932 р.
- росіянин Чувирін Михайло Євдокимович — 19 вересня 1932 — березень 1933 рр.
- росіянин Іванов Микола Геннадійович — березень 1933 — липень 1937 рр.
- росіянин Всеволожський Володимир Всеволодович — липень — листопад 1937 рр.
- Шпилевий Петро Іванович — листопад 1937 — червень 1938 рр. в.о., червень 1938 — травень 1939 рр.

## Донецька область
- Гайовий Антон Іванович — червень — серпень 1939 рр. в.о., серпень 1939 — грудень 1940 рр.
- Решетняк Пилип Несторович — грудень 1940 — 9 квітня 1941 рр. в.о., 9 квітня — 26 жовтня 1941 рр., вересень 1943 — березень 1944 рр.,
- Струєв Олександр Іванович — квітень — червень 1944 рр. в.о., червень 1944 — липень 1947 рр.
- Алишев Микола Федорович — липень 1947 — червень 1949 рр.
- Співак Марко Сидорович — червень 1949 — серпень 1950 рр.
- Кременицький Віктор Олександрович  — серпень 1950 — березень 1954 рр.
- Адамець Данило Іванович — березень 1954 — травень 1956 рр.
- Благун Микола Григорович — серпень 1956 — березень 1959 рр.
- Грідасов Дмитро Матвійович — березень 1959 — січень 1963 рр., січень 1963 — грудень 1964 рр.(промислового), грудень 1964 — липень 1982 рр.
- Миронов Василь Петрович — липень — жовтень 1982 рр.
- Статінов Анатолій Сергійович — жовтень 1982 — грудень 1987 р.
- Кучеренко Віктор Григорович — грудень 1987 — 25 серпня 1989 р.
- Смірнов Юрій Костянтинович — 25 серпня 1989 — 3 квітня 1990 р., 20 грудня 1990 — квітень 1992 р.
- Шелудченко Володимир Ілліч — 11 квітня — 20 грудня 1990 р.
- Смірнов Юрій Костянтинович — представник президента у Донецькій області — 20 березня 1992 — липень 1994
- Щербань Володимир Петрович — 11 липня 1995 — 18 липня 1996
- Поляков Сергій Васильович — 18 липня 1996 — 14 травня 1997
- Янукович Віктор Федорович — 14 травня 1997 — 21 листопада 2002
- Близнюк Анатолій Михайлович — 23 листопада 2002 — 21 січня 2005
- Логвиненко Володимир Іванович — 21 січня — 4 лютого 2005 в.о., 22 травня 2006 — 18 березня 2010
- Чупрун Вадим Прокопович — 4 лютого 2005 — 3 травня 2006
- в.о. Дергунов Сергій Геннадійович — 4 — 22 травня 2006
- Близнюк Анатолій Михайлович — 18 березня 2010 — 12 липня 2011
- Шишацький Андрій Володимирович — 12 липня 2011 — 2 березня 2014
- Тарута Сергій Олексійович — 2 березня 2014 — 9 жовтня 2014
- Кіхтенко Олександр Тимофійович — 10 жовтня 2014 — 11 червня 2015
- Жебрівський Павло Іванович — 11 червня 2015 — 13 червня 2018
- Куць Олександр Іванович — 22 червня 2018 — 5 липня 2019
- Кириленко Павло Олександрович — 5 липня 2019 — 5 вересня 2023
- в.о. Мороз Ігор Вікторович — 5 вересня 2023 — 27 грудня 2023
- Філашкін Вадим Сергійович  — з 27 грудня 2023

### ОРДО
- Руденко Мирослав Володимирович - Пушилін Денис Володимирович (8.4.2014-15.5.2014)
- Пушилін Денис Володимирович  (15.5.2014-18.7.2014)
- Макович Володимир Іванович (в. о., 18.7.2014-23.7.2014)
- Литвинов Борис Олексійович (23.7.2014-14.11.2014)
- Захарченко Олександр Володимирович — 7 серпня 2014 31 серпня 2018
- Трапезников Дмитро Вікторович — 31 серпня 2018 7 вересня 2018
- Пушилін Денис Володимирович — з 7 вересня 2018